# Estação Veeweyde
Veeweyde (fr) ou Veeweide (nl) é uma estação da linha 5 (antiga 1B) do Metro de Bruxelas.